# Willard Sawyer

Willard Sawyer (1851)

Willard Sawyer (* 1808 in Romney Marsh; † 13. Februar 1892 in Deal) war ein englischer Schreiner und Konstrukteur der ersten kommerziellen vierrädrigen Velocipeden, eine Art Vorläufer des Fahrrads, das mittels Tretkurbel bewegt wurde.
Die Familie zog nach Dover, als Willard noch ein Kind war. Eine Volkszählung erwähnt einen Tischler Sawyer im Jahre 1838 in Dover. In den 1840er Jahren wird Sawyer durch seine vierrädrigen Velocipeden um Dover bekannt. 1851 stellt Sawyer drei Exemplare bei der Great Exhibition aus, 1854 in den USA, bei der Exhibition of the Industry of All Nations (1853). Fertigungsaufträge für die Velocipeden, die mittels Seilzug und Knicklenkung gesteuert wurden, kamen danach aus aller Welt, insbesondere die europäische Aristokratie zeigte sich sehr interessiert. 1858 veröffentlichte Sawyer einen Katalog der „Hand-Propeller and Double-Action Self-Locomotives“, deren Preise je nach Ausführung von 25 bis 40 Pfund Sterling reichten; ein weiterer Katalog erschien 1863.  1868, mit dem Aufkommen der ersten Penny-Farthing (Hochräder mit Vollgummireifen), beendete Sawyer seine Produktion in Dover und zog in das nahe gelegene Deal (Kent), um dort eine kleine Werkstatt zu eröffnen. 1887 wird auch die dortige Werkstatt geschlossen und 50 Exemplare wurden versteigert. Willard Sawyer gilt heute als Pionier der Entwicklung von Quadricycles.